# Skeikampen
Skeikampen (1.124 moh.) er et norsk fjeld, og samtidig navnet på et vintersportssted øverst i Gausdalen, Innlandet fylke. Bebyggelsen ved foden af Skeikampen kaldes Skei. 
Gausdal Højfjeldssanatorium blev grundlagt i Skei i 1876. I 1936 blev Skeikampen Højfjeldshotel bygget og senere kom blandt andet Skeikampen Alpincenter, Skei Fjellandsby og Skei Appartements til. De to sidstnævnte blev bygget i forbindelse med Vinter-OL 1994 i Lillehammer.
Skei Fjellkirke blev indviet 4. november 2001 af biskop Rosemarie Køhn. Kirken er tegnet af arkitekt Eivind Eriksen, og altertavlen i kirken er designet af Dronning Margrethe. Dronningen har egen hytte i Skei, og også det norske kongepar er hyppige gæster i Skei. 
Ved foden af Skeikampen ligger Norges højest beliggende golfbane, åbnet i 1995. 
Om vinteren er der 150 km præparerede langrendsløjper omkring Skeikampen, med forbindelse til skiområderne i Peer Gynt Skiregion og Kvitfjell, i alt over 600 km sammenhængende løjper.
Skeikampens alpincenter har 11 lifte og 17 nedfarter. Den længste løjpe er 2.500 m lang, og samlet er det 21 km alpinløjper.